# Danh sách tiểu hành tinh: 11801–11900
| Tên                 | Tên đầu tiên | Ngày phát hiện       | Nơi phát hiện           | Người phát hiện                  |
| ------------------- | ------------ | -------------------- | ----------------------- | -------------------------------- |
| 11801 -             | 1981 EL5     | 2 tháng 3 năm 1981   | Siding Spring           | S. J. Bus                        |
| 11802 -             | 1981 EP12    | 1 tháng 3 năm 1981   | Siding Spring           | S. J. Bus                        |
| 11803 -             | 1981 ES12    | 1 tháng 3 năm 1981   | Siding Spring           | S. J. Bus                        |
| 11804 -             | 1981 EE13    | 1 tháng 3 năm 1981   | Siding Spring           | S. J. Bus                        |
| 11805 -             | 1981 EL13    | 1 tháng 3 năm 1981   | Siding Spring           | S. J. Bus                        |
| 11806 -             | 1981 EF14    | 1 tháng 3 năm 1981   | Siding Spring           | S. J. Bus                        |
| 11807 -             | 1981 EH17    | 1 tháng 3 năm 1981   | Siding Spring           | S. J. Bus                        |
| 11808 -             | 1981 EM17    | 1 tháng 3 năm 1981   | Siding Spring           | S. J. Bus                        |
| 11809 -             | 1981 EG18    | 2 tháng 3 năm 1981   | Siding Spring           | S. J. Bus                        |
| 11810 -             | 1981 EV18    | 2 tháng 3 năm 1981   | Siding Spring           | S. J. Bus                        |
| 11811 -             | 1981 EH19    | 2 tháng 3 năm 1981   | Siding Spring           | S. J. Bus                        |
| 11812 -             | 1981 EL20    | 2 tháng 3 năm 1981   | Siding Spring           | S. J. Bus                        |
| 11813 -             | 1981 EQ23    | 3 tháng 3 năm 1981   | Siding Spring           | S. J. Bus                        |
| 11814 -             | 1981 EW26    | 2 tháng 3 năm 1981   | Siding Spring           | S. J. Bus                        |
| 11815 -             | 1981 EG31    | 2 tháng 3 năm 1981   | Siding Spring           | S. J. Bus                        |
| 11816 -             | 1981 EX32    | 1 tháng 3 năm 1981   | Siding Spring           | S. J. Bus                        |
| 11817 -             | 1981 EQ34    | 2 tháng 3 năm 1981   | Siding Spring           | S. J. Bus                        |
| 11818 -             | 1981 EK35    | 2 tháng 3 năm 1981   | Siding Spring           | S. J. Bus                        |
| 11819 -             | 1981 ER35    | 2 tháng 3 năm 1981   | Siding Spring           | S. J. Bus                        |
| 11820 -             | 1981 EP38    | 1 tháng 3 năm 1981   | Siding Spring           | S. J. Bus                        |
| 11821 -             | 1981 EG44    | 6 tháng 3 năm 1981   | Siding Spring           | S. J. Bus                        |
| 11822 -             | 1981 TK      | 6 tháng 10 năm 1981  | Kleť                    | Z. Vávrová                       |
| 11823 Christen      | 1981 VF      | 2 tháng 11 năm 1981  | Anderson Mesa           | B. A. Skiff                      |
| 11824 Alpaidze      | 1982 SO5     | 16 tháng 9 năm 1982  | Nauchnij                | L. I. Chernykh                   |
| 11825 -             | 1982 UW1     | 16 tháng 10 năm 1982 | Kleť                    | A. Mrkos                         |
| 11826 Yurijgromov   | 1982 UR10    | 25 tháng 10 năm 1982 | Nauchnij                | L. V. Zhuravleva                 |
| 11827 Wasyuzan      | 1982 VD5     | 14 tháng 11 năm 1982 | Kiso                    | H. Kosai, K. Hurukawa            |
| 11828 -             | 1984 DZ      | 26 tháng 2 năm 1984  | La Silla                | H. Debehogne                     |
| 11829 -             | 1984 EU1     | 4 tháng 3 năm 1984   | La Silla                | H. Debehogne                     |
| 11830 Jessenius     | 1984 JE      | 2 tháng 5 năm 1984   | Kleť                    | A. Mrkos                         |
| 11831 -             | 1984 SF3     | 28 tháng 9 năm 1984  | Anderson Mesa           | B. A. Skiff                      |
| 11832 -             | 1984 SC6     | 21 tháng 9 năm 1984  | La Silla                | H. Debehogne                     |
| 11833 Dixon         | 1985 RW      | 13 tháng 9 năm 1985  | Kitt Peak               | Spacewatch                       |
| 11834 -             | 1985 RQ3     | 7 tháng 9 năm 1985   | La Silla                | H. Debehogne                     |
| 11835 -             | 1985 RA4     | 10 tháng 9 năm 1985  | La Silla                | H. Debehogne                     |
| 11836 Eileen        | 1986 CB      | 5 tháng 2 năm 1986   | Palomar                 | C. S. Shoemaker, E. M. Shoemaker |
| 11837 -             | 1986 GD      | 2 tháng 4 năm 1986   | Đài thiên văn Brorfelde | P. Jensen                        |
| 11838 -             | 1986 PJ1     | 1 tháng 8 năm 1986   | Palomar                 | E. F. Helin                      |
| 11839 -             | 1986 QX1     | 27 tháng 8 năm 1986  | La Silla                | H. Debehogne                     |
| 11840 -             | 1986 QR2     | 28 tháng 8 năm 1986  | La Silla                | H. Debehogne                     |
| 11841 -             | 1986 VW      | 3 tháng 11 năm 1986  | Kleť                    | A. Mrkos                         |
| 11842 Kap'bos       | 1987 BR1     | 22 tháng 1 năm 1987  | La Silla                | E. W. Elst                       |
| 11843 -             | 1987 DM6     | 23 tháng 2 năm 1987  | La Silla                | H. Debehogne                     |
| 11844 Ostwald       | 1987 QW2     | 22 tháng 8 năm 1987  | La Silla                | E. W. Elst                       |
| 11845 -             | 1987 RZ      | 12 tháng 9 năm 1987  | La Silla                | H. Debehogne                     |
| 11846 Verminnen     | 1987 SE3     | 21 tháng 9 năm 1987  | Smolyan                 | E. W. Elst                       |
| 11847 Winckelmann   | 1988 BY2     | 20 tháng 1 năm 1988  | Tautenburg Observatory  | F. Börngen                       |
| 11848 Paullouka     | 1988 CW2     | 11 tháng 2 năm 1988  | La Silla                | E. W. Elst                       |
| 11849 Fauvel        | 1988 CF7     | 15 tháng 2 năm 1988  | La Silla                | E. W. Elst                       |
| 11850 -             | 1988 EY1     | 13 tháng 3 năm 1988  | Đài thiên văn Brorfelde | P. Jensen                        |
| 11851 -             | 1988 PD1     | 14 tháng 8 năm 1988  | Palomar                 | Palomar                          |
| 11852 Shoumen       | 1988 RD      | 10 tháng 9 năm 1988  | Smolyan                 | V. G. Shkodrov, V. G. Ivanova    |
| 11853 Runge         | 1988 RV1     | 7 tháng 9 năm 1988   | Tautenburg Observatory  | F. Börngen                       |
| 11854 Ludwigrichter | 1988 RM3     | 8 tháng 9 năm 1988   | Tautenburg Observatory  | F. Börngen                       |
| 11855 Preller       | 1988 RS3     | 8 tháng 9 năm 1988   | Tautenburg Observatory  | F. Börngen                       |
| 11856 Nicolabonev   | 1988 RM8     | 11 tháng 9 năm 1988  | Smolyan                 | V. G. Shkodrov                   |
| 11857 -             | 1988 RK9     | 1 tháng 9 năm 1988   | La Silla                | H. Debehogne                     |
| 11858 -             | 1988 RC11    | 14 tháng 9 năm 1988  | Cerro Tololo            | S. J. Bus                        |
| 11859 -             | 1988 SN1     | 16 tháng 9 năm 1988  | Cerro Tololo            | S. J. Bus                        |
| 11860 Uedasatoshi   | 1988 UP      | 16 tháng 10 năm 1988 | Kitami                  | K. Endate, K. Watanabe           |
| 11861 -             | 1988 VY2     | 10 tháng 11 năm 1988 | Chiyoda                 | T. Kojima                        |
| 11862 -             | 1988 XB2     | 7 tháng 12 năm 1988  | Gekko                   | Y. Oshima                        |
| 11863 -             | 1989 EX      | 8 tháng 3 năm 1989   | Okutama                 | T. Hioki, N. Kawasato            |
| 11864 -             | 1989 NH1     | 10 tháng 7 năm 1989  | Palomar                 | K. W. Zeigler                    |
| 11865 -             | 1989 SC      | 23 tháng 9 năm 1989  | Kani                    | Y. Mizuno, T. Furuta             |
| 11866 -             | 1989 SL12    | 30 tháng 9 năm 1989  | La Silla                | H. Debehogne                     |
| 11867 -             | 1989 TW      | 4 tháng 10 năm 1989  | Toyota                  | K. Suzuki, T. Furuta             |
| 11868 Kleinrichert  | 1989 TY      | 2 tháng 10 năm 1989  | McGraw-Hill             | R. P. Binzel                     |
| 11869 -             | 1989 TS2     | 3 tháng 10 năm 1989  | Cerro Tololo            | S. J. Bus                        |
| 11870 Sverige       | 1989 TC3     | 7 tháng 10 năm 1989  | La Silla                | E. W. Elst                       |
| 11871 Norge         | 1989 TP7     | 7 tháng 10 năm 1989  | La Silla                | E. W. Elst                       |
| 11872 -             | 1989 WR      | 20 tháng 11 năm 1989 | Kushiro                 | S. Ueda, H. Kaneda               |
| 11873 -             | 1989 WS2     | 30 tháng 11 năm 1989 | Kushiro                 | M. Matsuyama, K. Watanabe        |
| 11874 Gringauz      | 1989 XD1     | 2 tháng 12 năm 1989  | La Silla                | E. W. Elst                       |
| 11875 Rhône         | 1989 YG5     | 28 tháng 12 năm 1989 | Haute Provence          | E. W. Elst                       |
| 11876 Doncarpenter  | 1990 EM1     | 2 tháng 3 năm 1990   | La Silla                | E. W. Elst                       |
| 11877 -             | 1990 EL8     | 5 tháng 3 năm 1990   | La Silla                | H. Debehogne                     |
| 11878 Hanamiyama    | 1990 HJ      | 18 tháng 4 năm 1990  | Geisei                  | T. Seki                          |
| 11879 -             | 1990 QR1     | 22 tháng 8 năm 1990  | Palomar                 | H. E. Holt                       |
| 11880 -             | 1990 QQ4     | 24 tháng 8 năm 1990  | Palomar                 | H. E. Holt                       |
| 11881 Mirstation    | 1990 QO6     | 20 tháng 8 năm 1990  | La Silla                | E. W. Elst                       |
| 11882 -             | 1990 RA3     | 14 tháng 9 năm 1990  | Palomar                 | H. E. Holt                       |
| 11883 -             | 1990 RD5     | 15 tháng 9 năm 1990  | Palomar                 | H. E. Holt                       |
| 11884 -             | 1990 RD6     | 8 tháng 9 năm 1990   | La Silla                | H. Debehogne                     |
| 11885 Summanus      | 1990 SS      | 25 tháng 9 năm 1990  | Kitt Peak               | Spacewatch                       |
| 11886 Kraske        | 1990 TT10    | 10 tháng 10 năm 1990 | Tautenburg Observatory  | L. D. Schmadel, F. Börngen       |
| 11887 Echemmon      | 1990 TV12    | 14 tháng 10 năm 1990 | Tautenburg Observatory  | F. Börngen, L. D. Schmadel       |
| 11888 -             | 1990 UD3     | 19 tháng 10 năm 1990 | Dynic                   | A. Sugie                         |
| 11889 -             | 1991 AH2     | 7 tháng 1 năm 1991   | Siding Spring           | R. H. McNaught                   |
| 11890 -             | 1991 FF      | 18 tháng 3 năm 1991  | Siding Spring           | R. H. McNaught                   |
| 11891 -             | 1991 FJ2     | 20 tháng 3 năm 1991  | La Silla                | H. Debehogne                     |
| 11892 -             | 1991 FT2     | 20 tháng 3 năm 1991  | La Silla                | H. Debehogne                     |
| 11893 -             | 1991 FZ2     | 20 tháng 3 năm 1991  | La Silla                | H. Debehogne                     |
| 11894 -             | 1991 GW      | 3 tháng 4 năm 1991   | Uenohara                | N. Kawasato                      |
| 11895 Dehant        | 1991 GU3     | 8 tháng 4 năm 1991   | La Silla                | E. W. Elst                       |
| 11896 Camelbeeck    | 1991 GP6     | 8 tháng 4 năm 1991   | La Silla                | E. W. Elst                       |
| 11897 Lemaire       | 1991 GC7     | 8 tháng 4 năm 1991   | La Silla                | E. W. Elst                       |
| 11898 Dedeyn        | 1991 GM9     | 10 tháng 4 năm 1991  | La Silla                | E. W. Elst                       |
| 11899 Weill         | 1991 GJ10    | 9 tháng 4 năm 1991   | Tautenburg Observatory  | F. Börngen                       |
| 11900 Spinoy        | 1991 LV2     | 6 tháng 6 năm 1991   | La Silla                | E. W. Elst                       |